# غوران توشيتش
غوران توشيتش مواليد 7 أكتوبر 1982 في صربيا، هو لاعب كرة مضرب مونتينيغري سابق بدأ مسيرته كمحترف سنة 2007 وكان يلعب باليد اليمنى. أعلى تصنيف له في الفردي كان المركز الـ 236 في سنة 2010. أعلى تصنيف له في الزوجي كان المركز الـ 116 في سنة 2014.

## روابط خارجية
- غوران توشيتش على موقع رابطة محترفي التنس (الإنجليزية)
- غوران توشيتش على موقع الاتحاد الدولي لكرة المضرب (الإنجليزية)
- غوران توشيتش على موقع كأس ديفيز (الإنجليزية)
- غوران توشيتش على موقع خلاصة التنس.كوم (الإنجليزية)